# Chamaeza turdina
El tovacá turdino (Chamaeza turdina), también denominado tovacá mirla (en Colombia), hormiguero mazamorrero (en Venezuela) o chululú de Schwartz, es una especie de ave paseriforme perteneciente al género Chamaeza de la familia Formicariidae. Es endémica de las montañas del noroeste de América del Sur. 

## Descripción
Es un pájaro rechoncho, que mide alrededor de 19 cm de largo, con la cola corta y las patas relativamente largas. El plumaje de sus partes superiores es principalmente pardo oliváceo, con tonos castaños en el píleo y el obispillo. Sus partes inferiores tienen un aspecto escamado bien marcado porque sus plumas son blancas y tienen los bordes pardos. Presenta la garganta, una lista postocular y el lorum blancos. Su pico es fino, recto y grisáceo.

## Distribución y hábitat
Se encuentra únicamente en las selvas de montaña en dos poblaciones disjuntas, una situada en el sur de los Andes de Colombia y la otra en la Cordillera de la Costa de Venezuela, donde es poco común en el suelo o a baja altura. Entre los 1400 y los 2600 m de altitud.

## Sistemática

### Descripción original
La especie C. turdina fue descrita por primera vez por los ornitólogos alemanes Jean Cabanis y Ferdinand Heine, Sr.  en 1860 bajo el nombre científico Chamæzosa turdina; localidad tipo «Bogotá, Colombia».

### Taxonomía
En el pasado se consideró al tovacá turdino una subespecie del tovacá colirrufo (Chamaeza ruficauda), hasta que en 1992 fue reconocido como una especie separada. El primero en diferenciar al tovacá turdino del colirrufo por las diferencias de sus cantos fue el ornitólogo Paul A. Schwartz.  El canto del tovacá turdino se parece más al tovacá críptico.

### Subespecies
Según la clasificación del Congreso Ornitológico Internacional (IOC) (Versión 7.1, 2017) y Clements Checklist v.2016,  se reconocen 2 subespecies, con su correspondiente distribución geográfica:
- Chamaeza turdina chionogaster Hellmayr, 1906 – norte de Venezuela al oeste de la Depresión de Yaracuy en la Sierra de Aroa (este de Lara hacia el este hasta el sureste de Falcón) y cadena montañosa costera desde el norte de Aragua hasta el Distrito Federal.
- Chamaeza turdina turdina Cabanis & Heine Sr., 1860 – Colombia en el alto valle del Magdalena y medio valle del Cauca.